# Pseudocoremia argentaria
Pseudocoremia argentaria là một loài bướm đêm trong họ Geometridae.